# Metropolia di Mitilene, Ereso e Plomari

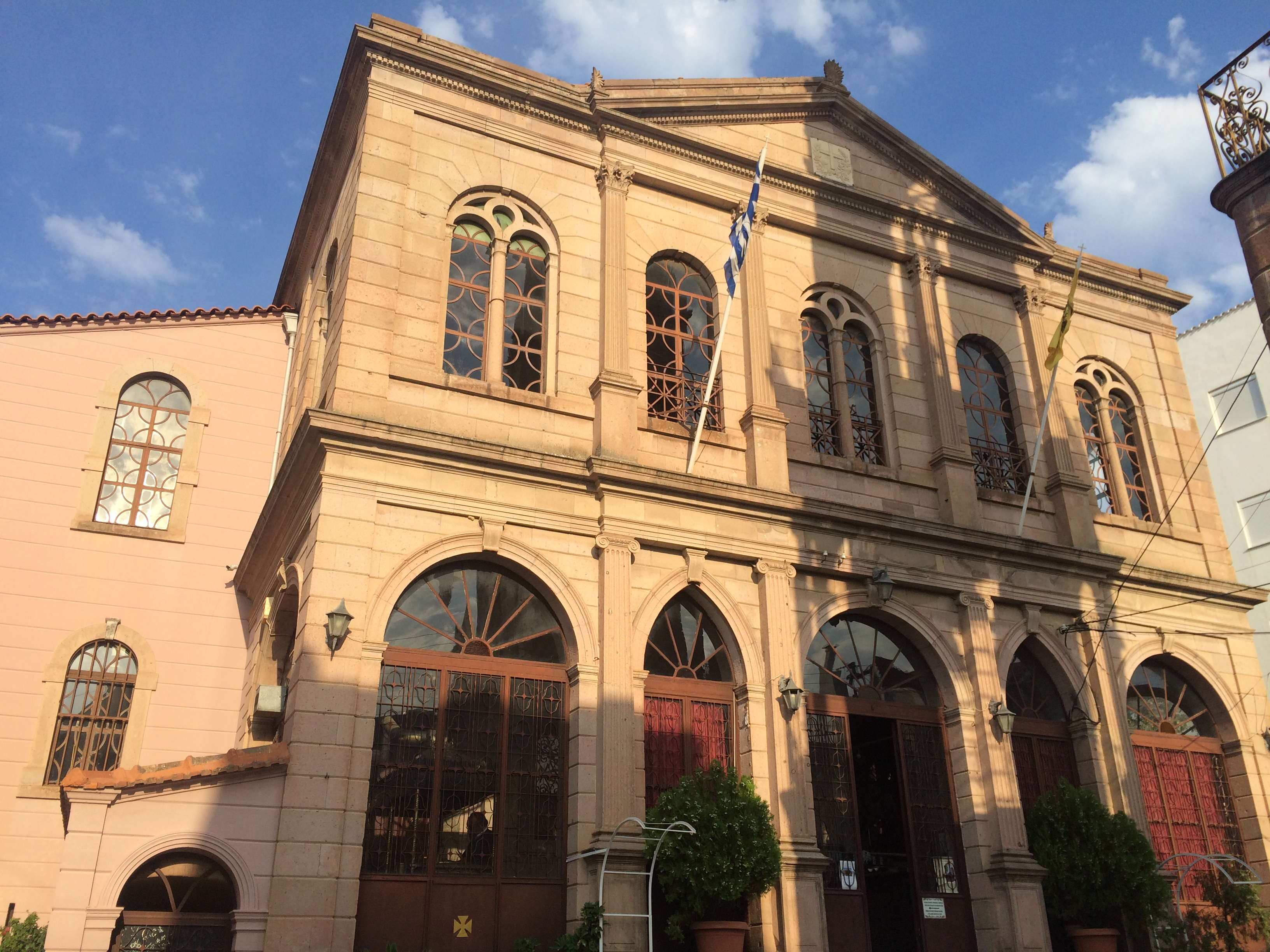
La cattedrale metropolitana di Sant'Atanasio di Mitilene.

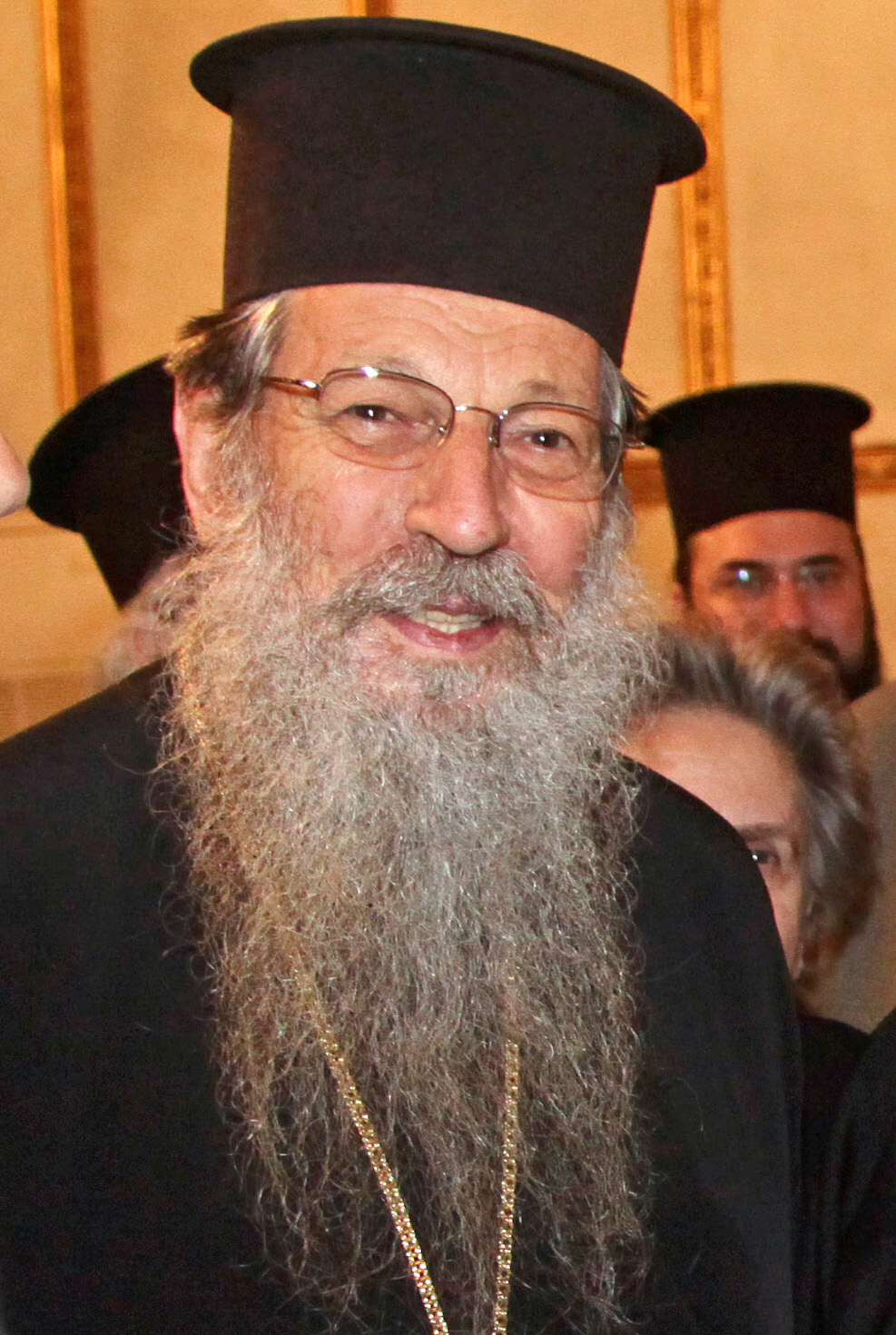
Giacomo Frantzis, metropolita di Mitilene al 1988.

La metropolia di Mitilene, Ereso e Plomari (in greco: Ιερά Μητρόπολις Μυτιλήνης, Ερεσσού και Πλωμαρίου; Ierá Mitrópolis Mytilínis, Eressoú kai Plomaríou) è una diocesi del patriarcato ecumenico di Costantinopoli, pastoralmente affidata alla Chiesa di Grecia.
Dal 20 novembre 1988 il metropolita è Giacomo Frantzis.

## Territorio
La metropolia si estende su parte dell'isola di Lesbo, e comprende 69 parrocchie, raggruppate in 6 arcipresbiterati: Mitilene, Agiasos, Geras, Ereso, Plomari e Polichnitos.
Sede metropolitana è la città di Mitilene, dove si trova la cattedrale di Sant'Atanasio.

## Storia
L'odierna metropolia unisce nel titolo due antiche sedi erette in epoca bizantina, Mitilene e Eresso, che, inizialmente, erano entrambe suffraganee della metropolia di Rodi. Il primo vescovo di Mitilene  storicamente documentato è Evagrio, che prese parte al concilio di Seleucia del 359, durante il quale fu deposto perché sostenitore di Acacio di Costantinopoli.
In epoca imprecisata, Mitilene fu elevata al rango di arcidiocesi autocefala, cioè immediatamente soggetta al patriarca di Costantinopoli. Come tale è attestata nella prima Notitia Episcopatuum nota, databile alla metà circa del VII secolo. Tra l'850 e l'879 l'arcidiocesi è elevata al rango di sede metropolitana, attestata dalla Notitia Episcopatuum d'inizio X secolo, tradizionalmente attribuita all'imperatore Leone VI, nella quale Mitilene è annoverata al terz'ultimo posto tra le 51 metropolie del patriarcato, indizio di una sua recente istituzione.
La stessa Notitia attribuisce a Mitilene cinque diocesi suffraganee: Eresso, Strongile, Tenedo, Berbinon e Perperene. Una Notitia del XII secolo aggiunge a queste suffraganee anche quella di Ieràs (Hiera o Gerra), nel golfo omonimo.
Dopo l'occupazione ottomana (1456), le comunità ortodosse di Tenedo divennero parte della metropolia di Mitilene, fino al 22 gennaio 1925, quando l'isola fu unita a quella di Imbro dando origine alla metropolia di Imbro e Tenedo.
Nel 1928 la sede di Mitilene e tutte le altre diocesi del patriarcato di Costantinopoli in territorio greco liberate dall'occupazione ottomana nel 1912, furono affidate, tramite un accordo tra le parti, alle cure della Chiesa di Grecia.

## Cronotassi
- Evagrio † (prima el 351 ? - 359 deposto)[3]
- Tallo † (363 - ?)[9]
- Eulogio ? † (menzionato nel 413)[10]
- Giovanni † (menzionato nel 431)[11]
- Fiorenzo † (prima del 449 - dopo il 451)[12][13]
- Eunoio † (menzionato nel 459)[10]
- Zaccaria † (dopo il 527 - dopo il 536)[14]
- Cristodolo † (tra VII e VIII secolo)[15]
- Gregorio † (prima del 680 - dopo il 681)[16]
- Sisinnio † (prima del 691 - dopo il 692)[17]
- Giorgio I † (prima metà dell'VIII secolo)[10]
- Damiano † (menzionato nel 787)[18]
- Michele I † (VIII/IX secolo)[19]
- San Giorgio II † (circa 803 - 815 esiliato)[20]
- Leone † (815 - prima dell'843)[21]
- San Giorgio III † (tra l'843 e l'845/6)[22]
- Michele II † (al tempo del patriarca Fozio)[23]
- Basilio † (menzionato nell'879)[24]
- Tommaso I † (seconda metà del X secolo)[25]
- Tommaso II † (XI secolo)[10]
- Elia † (prima metà dell'XI secolo)[26]
- Costantino † (menzionato nel 1054)[10]
- Giovanni † (seconda metà dell'XI secolo)[27]
- Niceta † (prima del 1089 - dopo il 1094/1095)[10][28]
- Stefano † (tra XI e XII secolo)[29]
- Pothos (Haplesphares) † (prima del 1166 - dopo il 1180)[10]
- Costantino † (fine XII secolo)[30]
- Anonimo † (menzionato nel 1216)[10]
- Teodoro † (menzionato nel 1224)[10]
- Leone Magentenos † (prima metà del XIII secolo)[10]
- Giuseppe † (prima del 1256)[10]
- Gregorio † (1256 - dopo il 1267)[10]
- Demetrio Eirenikos † (menzionato nel 1285)[10][31]
- Giovanni † (fine del XIII secolo)[10]
- Dionisio † (prima del 1315 - dopo il 1324/1327)[10]
  - Gregorio † (prima di aprile 1329 - dopo il 1331) (proedro)[10][32]
- Marciano † (menzionato nel 1347)[10]
- Giuseppe † (prima del 1354 - dopo il 1355)[10]
- Malachia † (menzionato nel 1370)[33]
- Geremia † (circa 1389 - dopo il 1395)[33]
- Doroteo † (1422 - prima di luglio 1447 deceduto)[34]
- Mena † (menzionato nel 1450)
- Leonzio † (menzionato nel 1453)
- Metodio † (menzionato nel 1483/84)
- Macario † (menzionato nel 1541)
- Antimo † (menzionato nel 1546)
- Ignazio † (menzionato nel 1565)
- Macario † (menzionato nel 1565)
- Gregorio † (prima del 1575 - dopo il 1578)
- Pacomio † (menzionato nel 1580)
- Gregorio † (menzionato nel 1583)
- Paisio † (menzionato nel 1590)
- Sofronio † (? - 28 marzo 1603 dimesso)
- Daniele † (21 aprile 1603 - ?)
- Sofronio † (menzionato nel 1605)
- Gregorio † (menzionato nel 1606)
- Partenio † (menzionato nel 1610)
- Costantino † (? - 27 maggio 1629 dimesso)
- Timoteo † (27 maggio 1629 - 1654 dimesso)
- Gregorio † (7 settembre 1654 - 1693)
- Nicodemo † (menzionato nel 1708)
- Callinico † (menzionato nel 1722)
- Costantino † (menzionato nel 1727)
- Antimo † (prima del 1737 - dopo aprile 1756)
- Antimo † (prima di gennaio 1759 - dopo febbraio 1764)
- Gerasimo † (menzionato nel 1767)
- Geremia † (febbraio 1783 - 23 aprile 1809 eletto patriarca di Costantinopoli)
- Callinico † (30 maggio 1809 - 1829 deceduto)
- Porfirio Fotiades † (giugno 1829 - agosto 1839 eletto metropolita di Creta)
- Melezio Fotiou † (agosto 1839 - agosto 1843 dimesso)
- Callinico † (15 agosto 1843 - 6 marzo 1853 dimesso)[35]
- Gregorio Katris † (6 marzo 1853 - 26 gennaio 1858 eletto metropolita di Tărnovo)
- Melezio Fotiou † (26 gennaio 1858 - 1º novembre 1867 deceduto) (per la seconda volta)
- Metodio Aronis † (12 novembre 1867 - 28 gennaio 1876 eletto metropolita di Cesarea)
- Constantino Valiadis † (30 gennaio 1876 - 30 aprile 1893 eletto metropolita di Efeso)
- Metodio Aronis † (30 aprile 1893 - 18 febbraio 1897 deceduto) (per la seconda volta)
- Cirillo Moumtzis † (18 maggio 1897 - 20 gennaio 1925 eletto metropolita di Filadelfia)
- Giacomo Nicolaou-Gigilas † (20 gennaio 1925 - 25 marzo 1958 deceduto)
- Giacomo Kleombrotos † (25 giugno 1958 - 16 giugno 1987 deceduto)
- Giacomo Frantzis, dal 20 novembre 1988